# Datisca glomerata
Datisca glomerata är en tvåhjärtbladig växtart som först beskrevs av Karel Presl, och fick sitt nu gällande namn av Henri Ernest Baillon. Datisca glomerata ingår i släktet Datisca, och familjen Datiscaceae. Inga underarter finns listade i Catalogue of Life.

## Bildgalleri

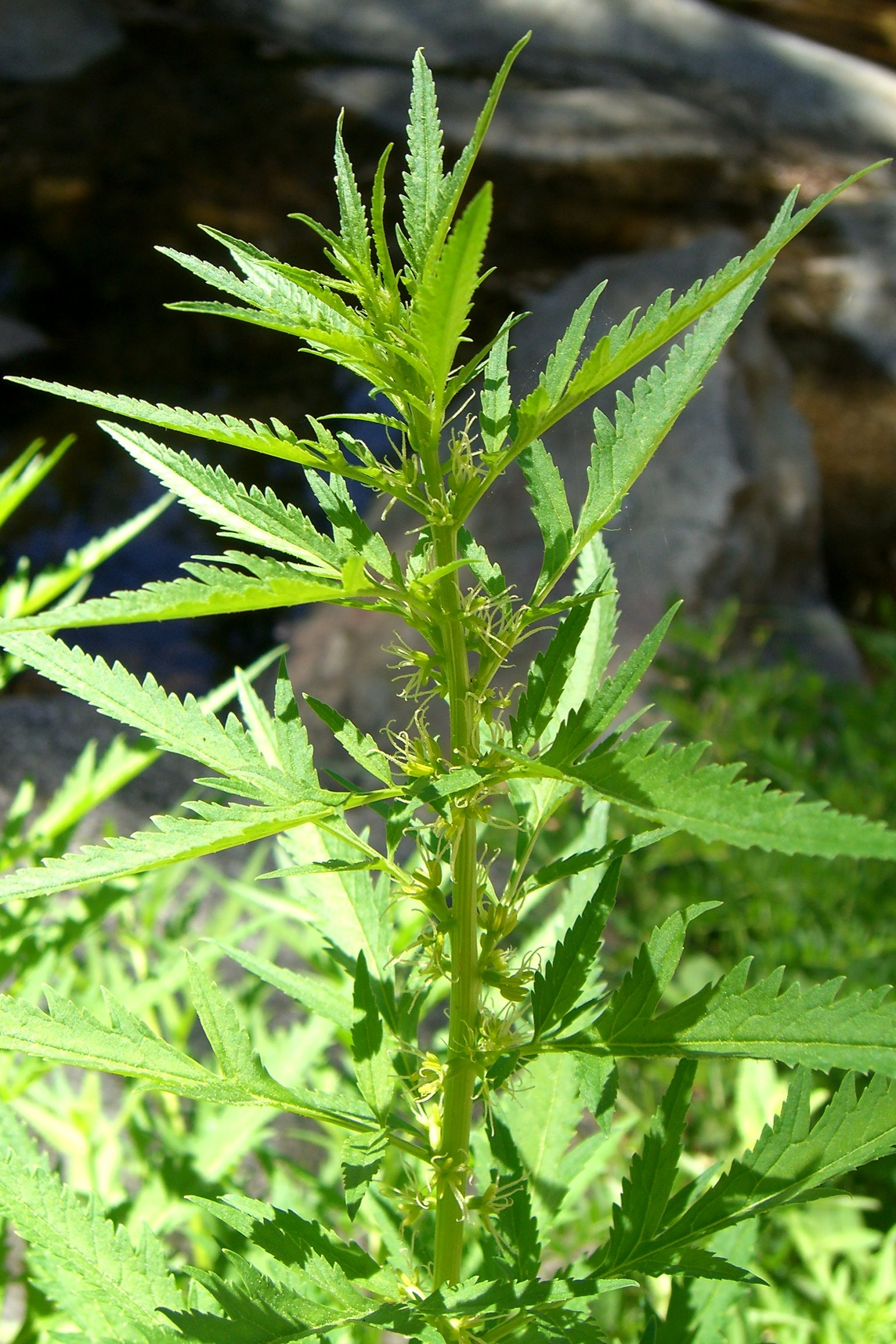
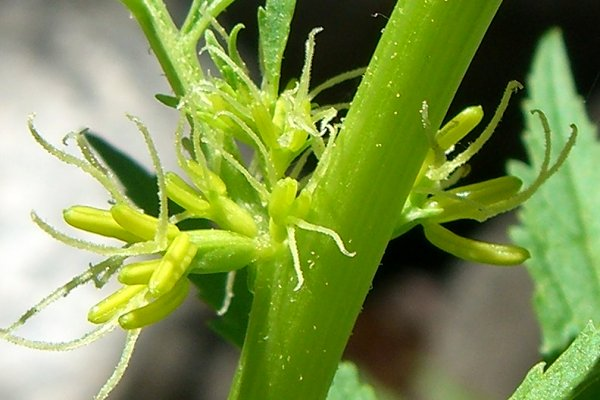